# Jurij Vasil'ev
Jurij Vladimirovič Vasil'ev (in russo Юрий Владимирович Васильев?; 8 gennaio 1981) è un ex cestista russo.

## Palmarès
- Coppa di Russia: 2

Krasnye Kryl'ja Samara: 2011-12, 2012-13
- ULEB Cup: 1

Dinamo Mosca: 2005-06
- EuroChallenge: 1

Krasnye Kryl'ja Samara: 2012-13